# 十二戦支 爆烈エトレンジャー
『十二戦支 爆烈エトレンジャー』（じゅうにせんし ばくれつエトレンジャー）は1995年4月7日から1996年1月26日までNHK衛星第2テレビジョンで放送された池田仁男原作のテレビアニメ。全39話。

## あらすじ
物語の舞台は、ムーゲンというさまざまな動物の精霊たち（第一話では「妖精」と称呼）が平和に暮らす異次元の国。人間が作った様々な物語の世界「ノベルワールド（昔話・おとぎ話）」で構成された果てしなく天空に続くノベルポールを存在の柱とする国であった。ところがムーゲンの真下、深海の闇の中にある邪霊城に潜む邪霊王・ニャンマーが、ノベルワールドの破壊を企み、邪霊モンスターたちを次々と送り込んで来た。このままではノベルワールドが破壊され、ムーゲンは崩壊してしまう。オーラ姫は、ムーゲンの守護神・「エトレンジャー」を招集、「エトレンジャー」は時空間転移マシーン・キリンダーに乗ってノベルワールドに向かう。邪霊モンスターは侵入したノベルワールドの人物になりすまし、その世界観を狂わせ物語の進行を妨害することによって破壊しようとする。エトレンジャーは2日以内にノベルワールドに潜む邪霊モンスターを見つけ出し「浄化」しなくてはならなかった。はたして、エトレンジャーはノベルワールドとムーゲンを救えることができるのか。そして、邪霊王・ニャンマーの正体は明らかになるだろうか。

## 登場人物

### エトレンジャー
十二支をモチーフにした12人（匹）の戦士。オーラ姫に選ばれた戦士でそれぞれが個別の特技を持つ。性格も全員バラバラである。なお、ドラゴ、モンク、タルト以外のメンバーの尻尾は後頭部から生えている。
バク丸
声 - 坂本千夏
本作の主人公。本名は爆裂丸（ばくれつまる）。男性。ネズミの精霊。体色は灰色、頭髪は茶色、瞳は水色。エトレンジャーのリーダー的存在の少年。一人称は「オレ」。
短気・お調子者・いばり屋・ドジ・無鉄砲・毒舌家ゆえに、向こう見ずでおっちょこちょいなトラブルメーカー（第28話ではモンクとポチ郎の苦労人になる所もある）だが明るく元気いっぱいで正義感が強い。食いしん坊でもあり、食べ物が絡むと途端にそちらを優先することが多く、目的を忘れお菓子やごちそうをつまみ食いしたり、仲間からおやつを横取りすることもある。好物はチーズで、匂いを嗅いだだけで釣られる。孤独やじっとしているのが嫌いで、アウトドア派。ゲーム好きの一面もあり、「わらしべ長者」のノベルワールドでは4Dゲーム欲しさに一計を立てたことも。
ライトサーベルと現魔鏡を所持している。必殺技は「爆烈疾風剣」。また、彼が左手をあげて「大降臨、キリンダー!!」の掛け声でキリンダーを呼ぶ役割も持っている。
左利きだが、右手を使うことが多い。
ネコが嫌いで、初めて玄燕と対面した際には失神した。長靴をはいた猫のノベルワールドにおいて変身した號茜を前にして、猫恐怖症が発症し、戦闘不能に陥るが、ガオウの協力で克服する。
「ねずみの嫁入り」で物語の登場人物（ねずみの婿）になる。エトレンジャーの中で唯一ほぼ全てのノベルワールドに出撃（29回）している。
エトレンジャーを決めるレースでは、ホルスの頭からジャンプしてゴールするが、勢い余って地面に激突した。
最終決戦ではクリーム、ウリィと共に生き残り、バギに切り捨てられたニャンマーを2人に任せ、一人でバギとの戦いに臨む。ブラックキリンダーの攻撃を浴びて死にかけるも立ち上がり、復活した仲間たちと共にバギを討つ。
武器・特技
ライトサーベル、現魔境
両者とも2話で登場。ライトサーベルは2話で訪れ桃太郎のノベルワールドから持ち帰ったもので、その名の通りレーザー光線におけるサーベル（「レーザーブレード」や「ビームサーベル」と呼ばれることもあった）。物を切断するだけでなく、剣術使いの相手と互角に戦うこともできる。また、サーベルを持つまでは生身で戦っていた。現魔境はキリンダーから託された、コンパクト型のアイテム。「邪霊照覧」の叫びと共にノベルワールドの住人に光を当てて邪霊モンスターの正体を暴いたり（無関係の者には単なるまぶしい光）、キリンダーに残ったメンバーを最大2人まで呼び出したりする。

ホルス
声 - 森川智之
男性。ウシの精霊。体色は茶色、頭髪と瞳は黒。語尾は「でウッシー」。一人称は「ボク」。
普段はのんびり屋だが、赤いものを見ると興奮し、大牛に変身する。通常の状態でもエトレンジャー一の怪力の持ち主で転がってきた大岩を受け止め投げ飛ばしたこともある。本気を出すとガオウとデッドヒートを繰り広げるほど足が速い。
出撃された回数はドラゴの次に少ない（9回）。また重要な役割を演じたノベルワールドはほとんどなく、主に力仕事を担当している程度である。
「白雪姫」や「青い鳥」の世界では、女性化して笑われるところとなった。
エトレンジャーを決めるレースでは、ガオウと互角のスピードでゴールするが、ガオウと共に壁に激突した（顔の差でホルスが勝っている）。
瓏爛との戦いの後の脱出の最中、ドラゴと共に炎に飲み込まれて死亡。その後、バギとの決戦時に復活を果たす。
武器・特技
変身、怪力、ホルスパンチ
前述の通り、ホルスは変身と怪力が得意。特に変身が多く、リンゴなどの赤いものを見ると興奮し変身する。また生身でも戦うことがあり、「長靴をはいた猫」のノベルワールドでは変身しなくても戦っている。

ガオウ
声 - 星野充昭
男性。トラの精霊。体色と頭髪は黄色、瞳は水色、体中りに黒い縞模様がある。一人称は「オレ」。
巨体と強面のタフガイな男性。「トラトラアイ」と呼ばれるサングラス状のアイテムを装着することにより大きな虎に変身することができる。通常の体型でも邪霊モンスターと戦ったり、腕力だけで縛り上げられた人質のロープを破ったり、巨大なドアを押して開けたりするなどホルス以上怪力の持ち主。また相手の攻撃を受けてもほとんど倒れないなどタフさも見せる。
心優しく、頼れる兄貴分であるが、熱くなると周りが見えなくなることもあり、クリームからは「顔に似合わずウブ」と評されている。
当初はドラゴと共に邪霊モンスターとの戦闘時のバックアップメンバーとして呼ばれることが多かったが、物語中盤以降、ニャンマーとの絡みなどで物語のキーパーソンとしての活躍が増える。
エトレンジャーの中でも1、2を争うほど足が速いと本人は自覚しているが、バク丸やホルスに負けたり、馬（パカラッチ）にはかなわないとぼやいたりとほかのメンバーには劣る節が見られる。
物語の登場人物になったことはないが「かぐや姫」や「アラジンと魔法のランプ」にて重要な役割を演じた。ただし、「ブレーメンの音楽隊」では登場人物になる予定だったが、他の面々とは別の場所から離れてしまった。出撃回数は11回。
エトレンジャーを決めるレースでは、恋人であったショコラに1位を譲るといいつつホルスと1位争いを繰り広げ、ゴールできずに倒れているショコラに気づくことなくゴールし、ホルスと共に壁に激突した。
最終決戦でニャンマーを単独で追い詰めるも、ショコラの姿を使った策で油断したところを反撃されて、助けに向かったタルトと共に谷底に落下して死亡するが、その後、バギとの決戦時に復活を果たす。戦い終えた後、償いの旅に出たショコラを見送った。
武器・特技
トラトラアイ、怪力、俊足
前述の通り、「トラトラアイ」によって体長2m以上の大きな虎に変身する。通常よりもパワーやスピードに満ちており、ほとんどの攻撃を受けても倒れない。使用回数は多いが、使わない時もあった。

クリーム
声 - 氷上恭子
女性。ウサギの精霊。体色は白、頭髪はライトグレー、瞳は赤。一人称は「あたし」。
明るくおてんばでチャキチャキとした女の子らしい性格でチームのムードメーカー的存在。
バク丸に好意を寄せていて、バク丸が他の女の子に仲良くしている時はヤキモチを焼く。
変装ステッキで変身することができる。また戦闘力は然程である。
大きな耳はどんなに遠くに聞こえた小さな音でも聞き取れる。
ニンジンが好物で、ニンジン畑をモチーフにした家に住んでいる。
物語の登場人物になったことはないが、「ウサギとカメ」、「かぐや姫」、「ジャックと豆の木」、「ねずみの嫁入り」などで重要な役割を演じた。ノベルワールド行きのメンバーに選ばれた回数もバク丸に次いで二番目に多い（17回）。
エトレンジャーを決めるレースでは、遅れながらも自分のペースで走ってゴールした。
「ねずみの嫁入り」のノベルワールドではバク丸の代わりに現魔鏡を使い、バク丸と共にキリンダー降臨を行った。
最終決戦ではバク丸、ウリィと共に生き残り、バク丸がバギと戦っている間、ウリィと2人でニャンマーを介抱し、ニャンマーことショコラに「この戦いが終わったら、一緒にムーゲンに帰ろう」と告げ、ニャンマーを改心に導いた。
武器・特技
変装ステッキ
「ラビット・キャロット・プリティチェ〜ンジ!」と呪文を唱えることで様々な姿に変身する。ただし特殊能力が付加されるわけではなく服装が変化するだけなのでどちらかというとコスプレに近い（頭身は多少変化する）。自身が変身するだけでなく、そばにいるメンバーに衣装を着せることもできる。戦闘することはほとんどない。

ドラゴ
声 - 山野井仁
男性。ドラゴンの精霊。体色は緑、頭髪は金髪、瞳は黒。一人称は「わたし」。
エトレンジャーの中でもっとも戦闘力が高く、竜の玉「アダルトドロップ」を持っており、「イー・アル・サン!」の掛け声で足元にボールを投げることにより巨大な西洋竜（ドラゴン）に変身することができる。また、戦闘能力だけでなく、医学や工学にも覚えがある。
エトレンジャーの中ではもっとも背が高い。
常に冷静沈着で、誰に対しても紳士的な態度をとるため、メンバーの中では最年長である。「です」や「ます」といった丁寧語で話す。なお、基本的には寡黙で喋ることはあまり好まない。
出撃回数は一番少ない（6回）が、バックアップメンバーとしての行動は多く、物語の登場人物になったことはない。
家はムーゲンで一番高い崖の上にある。キリンダー（リディア）とは仲が良く、昔彼と共に空の散歩をした経験があり、「この戦いが終わったら、また空の散歩でもしたいものですね」と言ったりしている。最終話では、彼の復活を喜んでいた。
エトレンジャーを決めるレースでは、自宅から雲に乗ってニョロリと共にゴールした（ドラゴがニョロリの前にいたので、ドラゴが5番目）。
瓏爛との決戦後、脱出の最中に動けなくなったホルスを助けるも、共に炎に飲み込まれて死亡。その後、バギとの決戦時に復活を果たす。
武器・特技
アダルトドロップ、魔術
エトレンジャーの中で戦闘力がトップクラスのドラゴは「アダルトドロップ」で巨大な西洋竜の姿に変身する。火炎のブレスを吐くことができる。生身の状態でも「雲よ、嵐よ、雷（いかづち）よ!」のかけ声で雷を起こして相手を攻撃したり、雲に乗り空を飛ぶこともできたり、風を起こしたりするなど多彩な能力を持つ。

ニョロリ
声 - 納谷六朗
男性。ヘビの精霊。体色は黄緑、頭髪は無い代わり額には緑の菱型模様がある。瞳は黒だが、眼鏡をかけており、眼鏡の無い状態の目は数字の3に似ている。語尾に「ニョロリ」をつけて話す。一人称は「ボク」。
疑問符に似たマークのついた帽子を被り、着ているローブの外側に白い手袋を浮かべてあたかも自分の手のように自由に動かしているが、原理は不明である。足は地面から離れており、宙に浮かんでいるようにも見える。
お世辞に弱く、「先生」と呼ばれると上機嫌になるなどお調子者でおしゃべりであるが、物知りで豊富な知識を備える参謀・軍師的な存在である（ガオウ曰く「伊達に眼鏡はかけちゃいない」）。
発明好きで空を飛ぶことに憧れており、自作の飛行機械で飛ぼうと試みたこともあるが失敗し、ドラゴに助けられた。
他のエトレンジャーと比べて戦闘力が低く戦闘はほとんど皆無で、相手に噛み付くことができる程度である。
ミカンを丸ごと飲み込むなど、ヘビらしい一面を持つ。
エトレンジャーの中では、ウリィの次に背が低い。
物語の登場人物になったことはないが、邪霊モンスターの弱点や物語を進む手がかりを見つけるなどを探ることが多い。出撃回数は10回。
エトレンジャーを決めるレースでは、巨大パチンコでオーラ城まで飛ぶが、風向きが悪くドラゴの雲まで吹き飛ばされ、そのままゴールした。
旧ムーゲンにおけるショコラの家を調査していた際、ニャンマーの罠であることに気付き、何人かを脱出させるも、自身はニャンマーの攻撃を真っ先に受けて死亡。その後、バギとの決戦時に復活を果たす。
武器・特技
噛み付き、発明
メンバーの中で最も戦闘力が低いニョロリは主に知識担当で戦闘にはほとんど参戦しない。ただし、唯一の武器と言えば毒牙による噛み付き攻撃だが、皮膚の硬い相手には効果がなくほとんど使われていない。また、発明好きということで様々な発明をしているが、そのほとんどが失敗が多い。

パカラッチ
声 - 長嶝高士
男性。ウマの精霊。体色と頭髪は茶色、瞳は水色。一人称は「ボク」。
蹄鉄ブーメランを武器とし、蹄鉄キックも用いる。
情熱家でどんな事象にも青春を結びつけて思考・発言する熱血青年であり、キザだが常に前向きで若々しい性格をしたプレイボーイで自分のペースも崩さない。「青春だ!」が口癖（その他には「待ってましたと目に涙」「がんばりまーす」など）。エトレンジャーの中では三枚目の位置にあるが、仲間を支えることが多い。得意料理は青春アップルパイに若者アップルティーで自分には好評だったが、バク丸たちには不評だった（もっともこれはバク丸たちが『白雪姫』の世界でひどい目にあったばかりで、リンゴは当分見たくないと言ったのも原因であり、バク丸から八つ当たりを受ける）。草食のウマの精霊だが、「鶴の恩返し」の世界にて肉を食べているシーンがある。
スフレにひそかに恋心を抱いていたが、最終話で告白するも聞いてもらえなかった。
交換させられたり、沙悟浄になったために頭が禿げたり、失恋したり、バク丸たちに高いところから落とされたり、おやつを投げつけられたりとエトレンジャーの中ではひどい目にあうことが多い。
ウマであるために足が速く、エトレンジャーを決めるレースでは道を間違えながらも7位に付き、ゴールした後も駆け足をするなどの余裕を見せる。エトレンジャーの中ではドラゴについで背が高い。
「西遊記」「わらしべ長者」、「ブレーメンの音楽隊」で登場人物になり、「ピーターパン」「白鯨」「フランケンシュタイン」でも活躍を見せた。出撃メンバー以外でノベルワールドの登場人物になったのはパカラッチのみである（交換される馬の役でバックアップメンバーから召喚された）。出撃回数は10回。
最終決戦ではニャンマーの攻撃からスフレとウリィを守るべく自ら盾となり、ウリィだけでも助かったことに安堵し、ウリィに「いつまでも泣き虫じゃだめだぞ」と言い残し死亡した。その後、バギとの決戦時に復活を果たす。
武器・特技
蹄鉄ブーメラン、蹄鉄キック、俊足
蹄鉄ブーメランはその名の通り、蹄鉄のブーメラン。投げて物を切断するだけでなく、相手の攻撃を受け流すこともできる。蹄鉄キックは足の蹄鉄による強烈なキック。ダイヤモンドも簡単に砕けてしまう。ウマの聖霊であるため、足の速さはエトレンジャー一。

スフレ
声 - 宮村優子
女性。ヒツジの精霊。体色は肌色、頭髪はピンク、瞳は緑。一人称は「わたくし」。
マジカルコンパクトで物や人の位置を確かめることができる。また第24話において銃を使用した以外、ほとんど戦闘には皆無である。
「〜ですわ」や「〜ますわ」といったお嬢様口調で話し、普段は優しくおっとりしているが、怒りを見せることもある。天然ボケで素っ頓狂なことを言うことも少なくなく、少々毒舌なところもある。素敵な恋を夢見ており、結婚式で友人の花嫁姿に憧れていた。ゴキブリは悲鳴を上げるほど大の苦手だが、クモは平気。極度の潔癖症で汚れることを嫌がっている。
第12話でバク丸が言おうとした「チンゲン菜で始まるちょっと泣けるいい話」を最終回まで気にかけていた（第13話のラストでバク丸が言おうとしたが、バク丸本人も忘れてしまい、結局は解決にならなかった）ため前述のパカラッチの告白を聞いてなかった。
物語の登場人物になったことはないが、「狼と羊飼い」や「シンデレラ」や「人魚姫」の世界で重要な役割になることも多い。出撃回数は14回。
第24話ではエトレンジャーとして役に立っていないことを悩んでいた。
エトレンジャーを決めるレースでは、クリームに押されて早く走り、そのあとでゴールした。
最終決戦ではパカラッチが盾になったのも空しく死亡するが、バギとの決戦時に復活を果たす。
武器・特技
マジカルコンパクト
物や人の位置を確かめることができる。また、運勢を占うこともできる。

モンク
声 - 亀井芳子
男性。サルの精霊。体色と頭髪は赤茶色、瞳は茶色。一人称は「ボク」または「オレ」。
「サルまねポコーダー」を使って他人の声色を真似をするのが得意で自画自賛やバク丸たちへのいたずらに使っている。また小柄な体格ながらも戦闘に励んでいる。
いたずら好きで元気が良いが、調子に乗りすぎることがあり自分が真っ先にやられることが多い。音楽には弱く、聞いただけでダンスする。サルだけに、猿芝居・猿知恵・猿回しと木登りが得意でバナナが好物。泳ぎが苦手。タルトとドラゴ同様、尻尾が尻から生えている。
ポチ郎とは文字通りの犬猿の仲でよく怒らせるが、徐々に喧嘩するほどの仲がいい友人関係となっている。名前の通り毒舌で文句が多い。
時折、自分が行きたかったノベルワールドに行けなかったことにショックを受けていたり、行きたくないノベルワールドに行くことには文句を言ったりしていた（第8話、第12話、第19話など）。
「桃太郎」や「西遊記」、「さるかに合戦」にて物語の登場人物になっており、「ウサギとカメ」などで重要な役割をした。出撃回数は12回。
エトレンジャーを決めるレースでは、ポチ郎とデッドヒートを繰り広げるが、場所を間違えてしまい疲れた状態で、鈍足のままゴールしようとするが、タルトがモンクにぶつかって、気絶してしまい、そのまま倒れてゴールした。
最終決戦では自らの命を犠牲にし倒れたポチ郎の形見の骨如意棒を手にして、ポチ郎の仇を取るためにニャンマーに立ち向かうも奮戦空しく力尽きる。その後、バギとの決戦時に復活を果たす。
武器・特技
さるまねポコーダー、木登り
モンクが持つマイクロフォン型のアイテム。それを使って他人の声色を真似て相手を騙すことに使う。他にも自画自賛やバク丸たちへのいたずらに使うことも。また小柄でありながらひっかきなどで戦闘でも活躍している（ただし、見ているだけのこともあった）。また、サルであるため身軽で木登りが得意。

タルト
声 - 川村万梨阿
女性。ニワトリの精霊。体色は白、頭髪は赤とオレンジのツートンカラー、瞳は水色。一人称は「あたい」。
男勝りで怒ると怖く、乱暴な面もあるが粋でいなせな江戸っ子気質の強い姉御肌。その凛々しさにクリームは憧れている。他にも家事全般を得意としている。かなりの癇癪持ちでストレス解消としてモンクやバク丸に強烈なパンチを食らわせることもあった。高いところと泳ぎが苦手。
伝書ヒヨコを持っており、その力で人間体に変身することができる。仲間に連絡を取ることもできるが、ヒヨコそのものはおっちょこちょいである。また鳥と会話ができる。
人間体の姿は、長身・痩せ型・スレンダー・グラマーといった美少女で、唇に黄色い口紅をつけ、手首にはニワトリの羽飾りをつけている。変身は自分の意思でできるが、ボールをぶつけられるなどショックを受けると元の姿に戻ることもある（第10話）。
戦いの中でガオウに惹かれていき、彼のショコラに対する想いを知りながらも支えていった。
物語の登場人物になったのは「桃太郎」、「青い鳥」、「ブレーメンの音楽隊」。「鶴の恩返し」や「みにくいアヒルの子」など鳥に関するエピソードが多い。出撃回数は12回。
エトレンジャーを決めるレースではモンクにぶつかり気絶させたあと、ゴールした。
最終決戦ではニャンマーの攻撃で崖から落ちそうになったガオウを助けようとするも、崖が崩れて共に落下して死亡。その後、バギとの決戦時に復活を果たす。戦いが終わった後、陰からショコラを見送ったガオウを見守り、彼への想いを昇華した。
武器・特技
伝書ヒヨコ
声 - 川村万梨阿
ゼンマイ式のヒヨコのおもちゃ。その力で人間体に変身する。女性陣では唯一の戦闘要員であり、ニワトリの姿では主に嘴で突くことが多く、人間体では身体能力抜群で格闘技を披露する。｢みにくいアヒルの子｣のノベルワールドで人間体に変身して以降は、ほとんど人間体で行動している。

ポチ郎
声 - 森川智之
男性。イヌの精霊。体色と頭髪は茶色、瞳は黒。フルネームは「佐々木ポチ郎」。一人称は「拙者」。
骨如意棒を使った攻撃を得意とし、その先端から電流を流すことができる。鼻が利き、お手をしたり、犬かきが得意だったりとイヌらしさが目立つ。
「ござる」口調で話す、侍気質の男性。その一方、お菓子やマスクメロンといった甘いものに目がなく、服の中には大量のお菓子を隠し持っている。
モンクとは犬猿の仲でお互いに罵り合っている（本人曰く「拙者だって、お主に負けたら犬の恥でござるからな!」）。ただし、モンクに骨如意棒を授けたり、モンクに冗談交じりでお土産としてカステラの紙を持ってきたり、モンクをニャンマーの攻撃から命がけでかばったりするなど、決して仲が悪いわけではない。話が続くにつれ2人の仲が徐々に縮まり、現在は互いに認め合うようになっている。時々、モンク以外と喧嘩することもある（バク丸など）。
第10話では、サッカー経験が無く、本人曰く「サッカーは初めてでござる」「タルト殿にボールをぶつけたのはいい練習でござった」とのこと。また、美人に弱いところも（第17話の描写や第28話の台詞から）。
レースに負けたり、モンクに負けたり、タルトに殴られたり、バク丸たちに身ぐるみ剥がされたりとエトレンジャーの中ではパカラッチの次にひどい目にあうことが多いが、勝負に没頭したり、タルトに（狙って）ボールをぶつけたりと自業自得なこともたまにある。
最終話でガオウへの想いを諦めたタルトにさりげなくハンカチを手渡し、タルトの新たな恋の始まりとなった。
物語の登場人物になったのは「桃太郎」と「ブレーメンの音楽隊」と「青い鳥」（ただし青い鳥に出てくる犬は本来名無し）。「ピノキオ」や「ヘンゼルとグレーテル」、「さるかに合戦」などで重要な役割を演じた。すべてタルトと同じノベルワールドで登場人物になっている。出撃回数は16回。
エトレンジャーを決めるレースでは手の差でモンクが先にゴールしたため、ショックを受けた。
最終決戦でニャンマーの攻撃からモンクを守って死亡するが、バギとの決戦時に復活を果たす。
武器・特技
骨如意棒
その名の通り、骨型の如意棒。伸縮自在で物を切断するのはもちろん、バトンのように回して相手の攻撃を受け流したり、先端から電流を流すことができる。主にポチ郎が使うことが多いが、モンクが使うこともある。

ウリィ
声 - 沢海陽子
男性。イノシシの精霊。体色は茶色、瞳は黒。頭髪は帽子から出ている後ろ髪のみ確認されているがそれ以外は不明。一人称は「ボク」。
最年少のメンバーで性格も幼いが、いざという時は勇気を見せる。また、バク丸以上の食いしん坊である。泣き虫で大声で泣き出すと腹部の大きなバッチから強力なビーム（ビエー砲）が発射される。その威力はムーゲンを沈没させるほどでそれを利用するために、メンバー（特にタルト）から無理やり泣かされることも多々ある。またバク丸にケーキを獲られて泣きそうになり、ホルス、ガオウ、ドラゴが自分たちのケーキを分けてあげて泣き止ませたこともあった。
「西遊記」にて物語の登場人物になり、「赤ずきん」や「金の斧」でも重要な役割をした。
エトレンジャーを決めるレースでは、寝坊したためタルトに起こされ、パジャマのまま寝ぼけてゴールしようとするが、ショコラにぶつかって転がり、そのままゴールした。
最終決戦ではバク丸、クリームと共に生き残り、バク丸がバギと戦っている間はクリームと2人でニャンマーを介抱。パカラッチの遺言を守って泣くのを我慢し、バギに苦戦するバク丸に駆け寄ろうとしたクリームを「バク丸への信頼」から制止するといった、彼の成長が見られた。出撃回数は14回。
武器・特技
ビエーン砲
泣き虫のウリィが「ビエ〜ン」と大声で泣くことで発射されるビーム。前述の通り破壊力があって仲間に無理やり泣かさせることが多い。

### エトレンジャーの仲間
オーラ姫
声 - 川村万梨阿
女性。ムーゲンの統治者で、唯一人間の姿をしている。容姿端麗の美女で頭髪と額にたくさんの宝石をつけ、右手に金の鳥をイメージした杖を持ち、ピンクと白のドレスを纏った姿をしている。エトレンジャーからは「オーラ姫様」と呼ばれている。オーラ城に住んでいるが、テレパシーなどの霊波による特殊能力を持つ代わりに、霊力が消えてしまうため大霊神ゴールからオーラ城の外へ出ることを禁じられている。一人称は「私」。
「真夜中の12時に自宅を出て、最初にオーラ城に辿り着いた12人の精霊を『エトレンジャー』として選ぶ」と布告したが、結果としてエトレンジャーだけでなく、ニャンマーをも生み出してしまう。
終盤にて霊力をほとんど使い果たし倒れるが、それでもエトレンジャーを見守っていた。
キリンダー
声 - 納谷六朗
伝説上の麒麟の姿をした時空間転移マシーン。邪霊モンスターを浄化させるビーム（霊波光）を備えるほか、作戦会議室や休憩室などを備える。お調子者で軽い性格であり、ジョークが大好き。大阪弁と東北弁を合わせたような喋り方をする。一人称は「わて」。
エトレンジャーのメンバーをノベルワールドに送り込むことができる。送り込まれるメンバーは透明な球状カプセルに包まれてノベルワールドに送られるが、到着する場所はほぼ例外なく高空であり、球状カプセルの消滅直後にメンバーは落下する。送り込めるメンバーは3人〜5人だが、一度だけ12人全員を「一度でいいからやってみたかった」と理由だけで送り込んだこともあった（本人はその理由を言えるわけもなく事件後は困り果てていた）。変形して人型になることも可能（これは設定資料のみ確認でき、本編で実際に変形するシーンはない）。
バク丸が左手を上げて、「大降臨、キリンダー!!」という掛け声を上げた際に登場する。
リディア
声 - 納谷六朗
男性。キリン（麒麟）の精霊。体色は白、頭髪は赤、瞳は緑。
ムーゲンの新聞記者で、「ムーゲンタイムス」という新聞を発行していた。麒麟の精霊であるため、ムーゲンで一番速く走ることができるが、自分はあくまでも新聞記者であるとして、敢えてエトレンジャー選出の競争には参加しなかった。ドラゴとは仲が良く、劇中でドラゴに「また空の散歩でもしたいものですね」と言われるなど仲が良さそうな描写が見られる。
エトレンジャー選出競争の終了後、様子がおかしかったショコラを心配して森の中まで彼女を追いかけていったが、そこで偶然ショコラがニャンマーになる瞬間を目撃し、ニャンマーに見つかり殺害される。その後自分の魂を役に立てたいという彼の思いを受けたオーラ姫の手によって、キリンダーとして生まれ変わる。
バギが滅んだ後、ゴールの力で元のリディアの姿に戻ったが、リディア復活の記事がエトレンジャーがバギを倒した記事より大きかったため、彼の復活を喜んでいたもののそれに納得のいかないバク丸とホルスとモンクに追いかけられるはめになった。その後、新しいノベルワールドが誕生したことで再びキリンダーの姿になる。

大霊神ゴール
声 - 大木民夫
ムーゲンの創造神。ムーゲンの統治をオーラ姫に託したのも彼である。一人称は「わたし」。
その姿は黒いローブを纏い、背中に大きな翼の生えた背の高い男性で、右手には杖を持つ。

### ニャンマー軍
構成員は一部を除いて、十二支の中で唯一仲間に入れなかったネコをモチーフにしている。
ニャンマー
声 - 沢海陽子
ノベルワールドとムーゲンの破壊をたくらむ邪霊王にしてネコの精霊のショコラが邪霊神バギの手によって変貌した姿。体色は灰色、頭髪は赤→水色、瞳は黄色。グラマーな容姿で、露出度の高い黒色のボンデージ風の衣服に紫色のマントと赤色のロングブーツを身につけている。左手首に付けている鈴の首飾りだけがショコラの名残。一人称は「我」または「わたし」。
オーラ姫に強い憎しみと怒りを抱いており、彼女の殺害を目論み、オーラ姫に関係ある者は全て抹殺するとしてエトレンジャーの命も狙う。
最終決戦にて、バギに騙され利用されていること（詳細はショコラと邪霊神バギの項目を参照）をエトレンジャーや珠献から説得され、最終的にバギ本人から裏切られたことで戦意を喪失する。そして、バク丸たちが負傷した自分をバギの攻撃から守ってくれたことと、クリームから「一緒にムーゲンに帰ろう」と言葉をかけられたことで改心する。エトレンジャーたちと共にバギを倒した後、ムーゲンに帰還した。
ショコラ
声 - 沢海陽子
ネコの精霊である少女。行方不明となったガオウの恋人。体色は灰色、頭髪は赤、瞳は黄色。一人称は「あたし」または「ショコラ」。
おてんばで純粋な性格。美容体操と称してネコが苦手なバク丸を追いかけ回しては、ガオウに咎められていた。誕生日にガオウからプレゼントされた鈴の首飾りを大切に着けている。
エトレンジャー選出競争にてオーラ城を目指すが、枕元に現れたオーラ姫の幻影（バギによる偽物）に惑わされ、定めを破って早く出発してしまう。結局彼女は真っ先にオーラ城に辿り着いたものの、城の門に拒絶されてエトレンジャーに選ばれなかった。さらに、前述の幻影の件についてオーラ姫が頑として聞き入れてくれず、森の中で泣いていた所を突如現れたバギに言葉巧みにそそのかされ、オーラ姫への憎しみを募らせて復讐を決意、バギの力でニャンマーへと変貌を遂げた。
最終話でショコラに戻った後は、自分がニャンマーとして犯した罪を償うため、｢自分を許せる日まで旅に出る｣と言い、ガオウに見送られながらムーゲンを去った。
ショコラの尻尾は尻から生えているが、ニャンマーになって、尻尾は後頭部に移っている。

#### 邪霊四天王
ニャンマーが自らの分身として生み出した4人の幹部。生みの親であるニャンマーに忠誠を誓っているが、ニャンマーからは手駒としか見られていない。
青の瓏爛（しょうのろうらん）
声 - 長嶝高士
四天王の一人。男性。体色と頭髪は青、瞳は青緑。一人称は「オレ」または「わたし」。
レーザーブレードを所持しており、そこから強力な「ダークファイア」を繰り出す。同じ剣を持つバク丸とは互角勝負を繰り広げるほどの持久力・耐久力を持つ。
最終決戦ではニャンマーから「エトレンジャーにはムーゲンの最期を見せて絶望させるため、半殺しにして生け捕りにせよ」と命じられて出撃し、浦島太郎の世界でエトレンジャーと対決。クリーム以外のエトレンジャーを戦闘不能に追い込むが、ゴールの力で立ち上がったエトレンジャーの十二支合体光線を浴びて敗北する。最後の足掻きでエトレンジャーを「一人で死ぬわけにはいかん!貴様らも道連れだ!」と自らをダークファイアで焼き尽くし、自分の命と引き換えに、ホルスとドラゴを圧死させることには成功した。
赤の珠献（せきのじゅけん）
声 - 氷上恭子
四天王の一人。少女の姿をしている。体色と頭髪はオレンジブラウン（真っ赤に見えるが、実際には赤とは微妙に異なっている）、瞳は黄色。一人称は「わたし」または「あたい」。
四天王の中で唯一、ニャンマーがショコラだった頃の記憶を保持している。性質もショコラに近く、対峙したガオウから「ショコラと同じ匂いがする」と言われた。
その正体はショコラの良心であり、他の四天王たちにはない多少の優しさを持ち合わせている。当初はノベルワールドの住民に成りすまして遊び半分でエトレンジャーに攻撃を仕掛けていたが、｢ブレーメンの音楽隊｣のノベルワールドでの一件で良心が覚醒する。
ニャンマーからエトレンジャーの殺害を命じられるが攻撃を躊躇し、バク丸たちに捕らえられてキリンダー内のガオウの部屋に監禁されるが、その際ガオウにニャンマーを救いたいという本心を打ち明ける。その後ニャンマーの居場所を案内するがパカラッチたちがニャンマーの罠で殺されたため、ついに悲痛な思いを吐き出して歯向かう。ニャンマーを倒そうと戦いを挑むが、逆に珠献の裏切りに激昂したニャンマーに倒され、彼女の体内に吸収された。しかし意思は消えていなかったため、体内からニャンマーの動きを封じて説得し続け、バギが倒された後、ニャンマーことショコラの心に戻っていった。
黒の玄燕（こくのげんえん）
声 - 亀井芳子
四天王の一人。女性。体色は黒と灰色のツートンカラー、頭髪は黒とオレンジのツートンカラー、瞳は黄色。一人称は「わたし」。
冷酷かつ高飛車な性格。四天王の中でも特にニャンマーへの忠誠心が高く、彼女に認めてもらおうとする言動が目立つ。その一方で珠献を｢小娘｣呼ばわりして見下しており、珠献が｢ブレーメンの音楽隊｣のノベルワールドでニャンマーにオトリとして使われ、用済みにされた際は嘲笑った。
「ブレーメンの音楽隊」のノベルワールドの外で待機中のキリンダーをブラックキリンダーを用いて襲撃。ノベルワールド内での戦闘ではバク丸とドラゴの連携で負傷した後、ブラックキリンダーを巨大化させるが、その負荷によりブラックキリンダーから抜け出してしまったところをキリンダーに浄化され、消滅した。死に際にニャンマーの名を叫ぶが、ニャンマー本人は最初から彼女を信用しておらず、｢己の力量もわからぬ愚か者」と冷たい言葉を送られ完全に見捨てられてしまった。
白の號茜（はくのごうせん）
声 - 山野井仁
四天王の一人。男性。体色は白、瞳は緑。頭髪は無い代わり、額の稲妻模様と体中の縞模様がある。一人称は「オレ」。
四天王の中でも一番の怪力の持ち主で、ほとんどの攻撃を受けても倒れないほどタフ。体から電撃を出したり、巨大な白猫に変身できる。変身後も電撃を出すことができる。
ネコ恐怖症を克服したバク丸によって致命傷を負わされた後、キリンダーに浄化されて、四天王最初の戦死者となった。

#### バギ関連
邪霊神バギ
声 - 谷育子
ニャンマー軍の真の支配者で、かつての古いムーゲンを治める神。ショコラを騙してオーラ姫を憎むように仕向け、邪霊王ニャンマーに仕立てあげた黒幕。一人称は「わたし」もしくは「わし」。
その姿は真っ赤に光る目だけで、本体を見せないようにしている。余命わずかで死に行く自分の道連れにするためだけにムーゲンを滅亡させると同時に、エトレンジャーを絶望させて旧ムーゲンを復活させようともしており、その野望の手伝いをさせるためにニャンマーを生み出した。
最終決戦ではニャンマーを見捨ててブラックキリンダーを依代とするが、復活したエトレンジャーの十二支合体光線と改心したニャンマーの光線によって浄化され、ブラックキリンダーと共に消滅した。
ブラックキリンダー
ニャンマー軍に配備された黒いキリンダー。オリジナル同様に変形して人型になれる。キリンダーのように自我は備えていないが、人型時は搭乗者が一体化することで、その搭乗者の意思が反映される。言葉は話さないが、うなり声は発する。
玄燕とバギが一体化を行うが、いずれも、その時の戦闘でバク丸の爆裂疾風剣で目に傷を付けられてしまい（玄燕時は左目、バギ時は右目）、最終的にはエトレンジャーに敗北している。

### ノベルワールド住人と邪霊モンスター
エトレンジャーがこれまで会った住人と戦った邪霊モンスターたち。邪霊モンスターは倒された後に花と化し、物語に関係ない人物は消滅する（ジョージやメルなどはなぜか消滅しなかった）。
桃太郎
声 - 田野恵
SFの世界となった『桃太郎』の主人公。鬼ヶ星に向かう途中、宇宙船にワープしたバク丸たちと出会う。世界がおかしくなった事を察知しており、バク丸たちから事情を聞いて協力する。邪霊モンスター浄化後は元の姿に戻り、バク丸たちに宝としてレーザーブレードを渡す。
鬼
鬼ヶ星の鬼たち。鬼の王は元々喧嘩は嫌いだが、邪霊モンスターが取り付いた赤鬼により侵略を行っていた。邪霊モンスター浄化後は和解し、お土産に宝を渡した。
ジョージ君
声 - 岩永哲哉
城が遊園地となった『シンデレラ』のノベルワールドでスフレが出会った少年。遊園地の洋服屋でアルバイトをしている。スフレとは相思相愛となるが、邪霊モンスター浄化後はスフレと別れ彼女の片方の靴を預かった。
シンデレラ
声 - 川村万梨阿
『シンデレラ』の主人公。ガラスの靴を履いて王子と踊るが、終電に間に合わなくなるという理由から慌てて帰ってガラスの靴を落としてしまう。
王子様
声 - 森川智之
『シンデレラ』に登場する王子。ディスコパーティーに出席し、シンデレラと踊る。その後、シンデレラの落としたガラスの靴を拾おうとするが、継母に蹴落とされてしまう。
継母、姉、妹
声 - 斉藤昌（継母）、氷上恭子（姉）、坂本千夏
シンデレラの継母、姉、妹。継母には邪霊モンスターが取り付いており、ガラスの靴を破壊しようとした。
ウサギ
声 - 大谷育江
カメ
声 - 星野充昭
カーレースに参戦した2匹。
サイのマスター
声 - 長嶝高士
バク丸たちが偶然入ったバーの店長。やや訛った口調をしている。現摩鏡の光を浴びて、邪霊モンスターとなった。最後は、ドラゴの炎と雷の連続攻撃で、致命傷を負わされた後、キリンダーの攻撃を受け消滅した。
ダチョウ
声 - 田野恵
みにくいアヒルの子のノベルワールドで、白鳥の卵がダチョウの卵に入れ替わって生まれた小鳥。自分を「アヒル」と思っており、他のアヒルから仲間はずれにされていた。溺れていたところをタルトに助けられ、彼女を「タルトねえちゃん」と呼ぶようになる。
タコ
声 - 長嶝高士
湖でホルスとウリィの釣りを応援していたが、その正体は邪霊モンスターである。体は丈夫で、ホルスの攻撃にビクともしなかった。最後は、精霊召喚で選ばれたパカラッチの蹄鉄ブーメランで足を切られ、キリンダーの攻撃を受けて消滅した。
三蔵
声 - 横山智佐
男勝りな女性（原作では男性）で、銃撃が得意。モチーフは三蔵法師。
金閣と銀閣
声 - 納谷六朗（金閣）、森川智之（銀閣）
銀閣はモンクたちに殴られて気絶、金閣はサッちゃんが邪霊モンスターであることにビビッて逃げてしまう。
サッちゃん
金閣のペットのサソリ。バク丸にしょっちゅう「エビエビ」と言われる。その正体は邪霊モンスター。
かぐや姫
声 - 宮村優子
邪霊モンスターのせいで赤ん坊になってしまった。ガオウのことを父親だと思い、彼の顔を見て笑い出した。
おじいさん、おばあさん
声 - 瀬川新一（おじいさん）、有馬瑞香（おばあさん）
スパゲッティ屋で働いていたマイペース夫婦。邪霊モンスターのせいで、おじいさんはかぐや姫に会えなくなってしまっていた。
赤ずきん
声 - 白鳥由里
とんでもなく強く、チンピラたちをボコボコにした。自分を「オレ」と呼び、ウリィのことを気に入る。
最終回では、桃太郎たちと共にバク丸たちを助けに来た。
『クルセイダークエスト』にてウリィのアシストとして登場した。
爺や
声 - 長嶝高士
赤ずきんの執事。オオカミ鍋よりもイノシシ鍋が好物でウリィを食べようとするが、ウリィのビエー砲で屋敷を壊され逃げてしまう。実は、赤ずきんを強くした張本人で、邪霊モンスターである。
おばあさん
声 - 斉藤昌
赤ずきんの祖母。いつもファンキーな性格。
チンピラトリオ
背が高くリーゼントのリーダー、モヒカン頭の肥満男、小柄でそばかすが特徴のアフロパーマの3人。スフレをナンパするが、赤ずきんにボコボコにされ逃げ出してしまう。
オオカミ
赤ずきんを食べようとしたとき、赤ずきんに捕まり、オオカミ鍋にされそうになったところをバク丸たちに助けられた。
ジャック
声 - まるたまり
木に登ったことがなく、よくバク丸に殴られる。
ピノキオ
声 - 岩永哲哉
体が金でできているため、金持ちの生活を送っている。嘘をつくと鼻が伸びて、その鼻が金の延べ棒になる。
ゼペット
声 - 丸山詠二
木のピノキオを作るはずが、金のピノキオを作ってしまって以来、重い病気を抱いている。
コオロギ
コオロギという名前だが、外見はゴキブリに近い。その正体は邪霊モンスターである。羽根を鳴らすことで超音波が出る。しかし、ドラゴの雷で超音波をかき消され、バク丸に羽根の薄いところを攻撃され消滅した。正体を現した後ピノキオの箱の中に姿が確認でき、ノベルワールドが元に戻った後も姿が確認できる。
メル
ピノキオのガールフレンドの緑髪の少女。金持ちになったピノキオにため息をついている。本来は登場しない。
白雪姫
声 - 天野由梨
魔法のステッキを持っているが、間違いが多い。
継母
声 - 鈴木れい子
小人達
声 - 森川智之、星野充昭、山野井仁、納谷六朗、長嶝高士
毎日運動したため、筋肉もりもりの体になってしまった。
ブタたち
声 - 森川智之、星野充昭、高木渉、亀井芳子、氷上恭子、沢海陽子、坂本千夏、大谷育江
最初は3匹だけだったが、次話で7匹になった。実は、ブタではなくヤギだった。全員語尾に「ブー」をつける。
ブタママ
声 - 種田文子
ブタたちの母親。どんなことにも勇敢に立ち向かう、肝っ玉母ちゃん。
オオカミ
声 - 檜山修之
赤ずきんのオオカミとは別人。ブタたちを食べようとしたが、バク丸たちに阻止された。自分にそっくりなロボットを操る。方言なまりで話す。
わらしべ
声 - 真殿光昭
未来都市に変貌した『わらしべ長者』のノベルワールドの主人公。街の人々に色々と物々交換した後、見かねたバク丸たちにアブつき藁、みかん、反物に交換させられて、最後はパカラッチと城を交換させるはずだったが、パカラッチを傘を持っていた男性と、交換してしまった。
邪霊モンスター浄化後は、屋敷を手に入れる姿が描かれている。
占い師
声 - 津野田なるみ
一文無しになったわらしべに「手にしたものを離すな、そしてそのものを人の役に立つように使え」と助言。その後は街の人々に「わらしべと物を交換すれば幸せになる」と占っていた。その正体は全身がダイヤモンドで覆われた体をした邪霊モンスター。バク丸のサーベルでも傷つかず、ウリィのビエー砲も跳ね返すなど苦戦させたが、パカラッチの蹄鉄キックでヒビを入れられたところをバク丸に止めを刺され敗れる。
ピーターパン
声 - 渡辺久美子
高所恐怖症で空が飛べなくなったため、ウェンディとデートの約束を破ってしまうが、パカラッチに励まされ克服した。
ウェンディ
声 - 佐藤ユリ
ピーターパンがデートの約束を破ってしまったため立腹するが、海賊に捕まってしまう。最後は、パカラッチに励まされたピーターパンに助けられ、ネバーランドへと帰っていった。
ティンカーベル
声 - 横山智佐
ピーターパンの親友の妖精の女の子。実は、フック船長の仲間でピーターパンを高所恐怖症にした張本人の邪霊モンスター。邪霊モンスターになった姿は巨大な蝶で、風を起こすことができる。しかし、パカラッチに翼の根元を攻撃されてしまう。
ネコ
声 - 喜田あゆみ
「長靴をはいた猫」のノベルワールドに登場したネコ。事あるごとにバク丸に寄りかかるので、ネコ嫌いのバク丸は終始付き纏われ迷惑がっていた。
春鈴（しゅんりん）
声 - 岡村明美
「ねずみの嫁入り」に登場する嫁ネズミ。バク丸と婚約し、クリームが嫉妬で終始不機嫌になる事態となった。ノベルワールドが元に戻った後は、微かにバク丸を覚えていたのか、無意識に涙を流していた。
春鈴の父
声 - 星野充昭
バク丸を「婿殿」と呼んでいる。
コロシアムの審判
声 - 長嶝高士
カッパで、とぼけた口調と声が特徴。
ハーミット
声 - 森川智之
ヤドカリ。口から火を吐いたり、空を飛んだりする（ドラゴ曰く「下品な飛び方ですねぇ」）。ただし、飛ぶときにはスタミナが切れるのでバク丸が蹴りを入れたことで勝負が決まった（あくまでも偶然だが、この時バク丸は「作戦通り」と言って誤魔化した）。
マジリス
声 - 坪井智浩
リス。腕から「気孔拳（きこうけん）」を発射するが、バク丸にライトサーベルで気孔拳を弾き返され、「非常識」と言い残し倒れた。
ゲットン
声 - 二又一成
トカゲ。ムチが得意で嫌味な性格。クリームを人質にし、バク丸と戦う。
荒木之進
声 - 丸山詠二
読みはあらきどじんないで略してアラジン。江戸時代となったアラジンと魔法のランプで孫娘のお玉とともに暮らしていたが、魔法のランプが家にあるという夢を見て探している。
お玉
声 - 大谷育江
荒木之進の孫娘。江戸時代のスピードについていけず倒れてしまったスフレを助けた優しい性格。ガオウといい雰囲気になるが盗賊団によってさらわれる。
アブジル万三
声 - 西村知道
盗賊団のボス。魔法のランプを手に入れるためにお玉を人質に取る卑怯な正確。正体は邪霊モンスター。
平三
声 - 北村弘一
フルネームは「銭型の平三」。マンモス狩りが得意で、片手でバク丸を倒すという運動神経も持つ。
鉄子
声 - 氷上恭子
本来は鶴だが、なぜかマンモスになってしまった。
バアさん
声 - 鈴木れい子
普通の老人。バク丸たちに魔女と間違えられた。
魔女
声 - 種田文子
上記とは別で本物の魔女。グレーテルにお菓子の家を食い尽くされる。
ヘンゼルとグレーテル
声 - 鈴木れい子（ヘンゼル）、沢海陽子（グレーテル）
グレーテルは腹の虫に取り付かれて、食いしん坊になってしまった。
ヘンゼルとグレーテルの両親
声 - 星野充昭（父）、友近恵子（母）
グレーテルに食べ物を獲られ、痩せこけてしまった。
チルチルとミチル
声 - まるたまり（チルチル）、佐藤ユリ（ミチル）
ヒーツジ・カーイ
声 - 近藤玲子
　狼少年のノベルワールドに登場した、ウルフタワーの警備システムコンピュータ－。正体は狼少年の羊飼い。本家同様、嘘つきである。邪霊モンスター浄化後は声のみ登場。
人魚姫
声 - 野上ゆかな
チタンカーメン
声 - 西村知道
金と木の価値が逆転した『金の斧』のノベルワールドに登場。砂金の砂漠に木造の家に住んでいるファラオ。王様対抗ボ－リング大会5年連続の優勝者であり、木に変えられたエトレンジャーをボーリングのピンにしようとした。ペットのスカラベが邪霊モンスター。
本来の姿は『金の斧』の木こりであり、邪霊モンスター浄化後は泉の精と会っていた。
泉の精
声 - 大谷育江
『金の斧』のノベルワールドの泉の精。転送後に泉に落ちたバク丸とニョロリ以外のエトレンジャーを全員木に変えてしまう。ノリの軽い性格で、禍々しい登場をしたり、エトレンジャーを元に戻す方法がわからず、「雷で元に戻ったりして」と適当なアドバイスをした後、金の荷車を残して泉に戻ってしまう。
邪霊モンスター浄化後は、本来の姿に戻り、木こりに鉄の斧と金の斧と銀の斧を渡していた。
エイハブ
声 - 大塚明夫
白鯨のノベルワールドに登場した、船長。パカラッチは彼を「師匠」と呼び慕っている。乗組員が全員船を降りたため邪霊モンスターだと疑われる。
モグラーディック
白鯨のノベルワールドに登場した、巨大なモグラ。邪霊モンスターによって操られている。
ハナカマキリ
エイハブの花壇にいたカマキリ。その正体は邪霊モンスター。
ウスラコフ
　声 - 西村知道
フランソワーズ・ケント
声 - 根谷美智子
フランケンシュタインのノベルワールドに登場した眼鏡をかけた美少女。テニスプレーヤーを目指しており、パカラッチをコーチと慕う。しかし正体はフランケンシュタインで、端麗な外見とは裏腹に怪力を発揮する。
厚着の王様
裸の王様のノベルワールドで登場した。出だしでエトレンジャーとともに邪霊モンスターに捕まっている姿が見られる。
ミャオ
声 - 氷上恭子
パカラッチ・タルト・ポチ郎がブレーメンの音楽隊のノベルワールドで出会った猫の少女。一人称は「あたい」。パカラッチたちのバンドメンバーで、ギター担当。服装と頭身以外はショコラに似ている。その正体は珠献で、駆けつけたガオウによって正体を見破られた。その後、キーボードを使ってパカラッチとポチ郎を操り凶暴化させ、エトレンジャーを襲わせた。ミャオに成りすました理由はパカラッチたちを倒すためであったが、実はニャンマーがオトリに使うためだけに珠献を遣わせただけで、用無しにされてしまった。タルトに「仲間は大切にする」と言われたことで良心が芽生え、唯一タルトだけは操ることができなかった。この出来事で珠献は「真の仲間」について考えるようになり、後にニャンマーを裏切るきっかけとなった。
浦島太郎、乙姫、ターちゃん
『浦島太郎』の闇のノベルワールドの邪霊モンスター。浦島太郎は頬鰭と緑色の肌と紫の髪、乙姫は緑色の目をした女性に変貌している。ターちゃんは巨大な亀型の邪霊モンスター。竜宮城でエトレンジャーを待ち受けるも、乙姫とターちゃんはドラゴに倒され、浦島太郎は変身して襲い掛かるもバク丸に倒されて消滅する。
ライオン、カカシ
声 - 山野井仁
『オズの魔法使い』の闇のノベルワールドでブリキロボットに乗ってエトレンジャーを襲った邪霊モンスターの2人組。ライオンは筋骨隆々の肉体で、カカシは大きな目と口が特徴。ブリキロボットで爆撃し、珠献が待機している崖に追い込むが、迷いが生じた珠献と駆けつけたキリンダーによりロボットを転倒させられる。その後どうなったかは不明。

## ノベルワールドについて
- ノベルワールドとは人間が作った様々な物語の世界である。基本的には昔話や児童文学、民間伝承の物語で構成されているが、「白鯨」のような本格的な小説のノベルワールドも存在する。また最終話で新しいノベルワールドが誕生する描写があるが、どういう経緯で誕生するのかは不明である。この点については、第26話中においてニョロリたちが「ノベルコンテストに入賞すれば新しいノベルワールドを作ってもらえる」「アンデルセンなどの過去の作家も皆このコンテストの入賞者」という趣旨の会話をしているので、少なくとも一部のノベルワールドは何らかの審査を経て誕生しているようである。
- エトレンジャーたちがノベルワールドを訪れたとき、基本的には彼らは物語に関与する立場なのだが、話によっては、登場人物として関わることもあった（桃太郎の犬：ポチ郎、猿：モンク、雉：タルト、など）。
- ノベルワールドに降り立ったメンバーたちの行動は基本的にキリンダーの作戦室内でモニターできるのだが、不可能な場合もあった。理由は不明である。

## スタッフ
- 原作 - 池田仁男
- 企画 - I&S、ルネッサンス
- 総監督 - 岡崎国敏
- シリーズ構成 - 関島眞頼
- キャラクターデザイン（デザイン・ワーク） - スタジオOX / 鈴木典孝
- ゲストキャラデザイン・総作画監督 - 下坂英男
- 美術監督 - 長尾仁
- 色彩設計 - 三橋曜子
- 音響監督 - 水本完、鈴木祐子
- 音楽 - 池毅、戸塚修
- 音楽制作 - 日本コロムビア
- プロデューサー - 池田仁男、若尾博司
- アニメーション制作 - シャフト
- 製作 - ルネッサンス、シャフト

## 主題歌
オープニング「まだまだまだ」
作詞 - 白峰美津子 / 作曲 - 伊秩弘将 / 編曲 - 有賀啓雄 / 歌 - 神奈弓子
エンディング
「会いたくて」（第1話 - 第17話）
歌・作詞・作曲 - 小林清美 / 編曲 - 水島康貴
「星座の屋根の下で」（第18話 - 第39話）
作詞 - 凛々子 / 作曲 - 内田勉 / 編曲 - 島田昌典 / 歌 - 米屋純
シングルカットされたのみでBGM集およびヒット曲集には収録されていないものの、米屋のアルバム『あの日のように空が咲く』にも収録されている。このCDは後述の『十二戦支 爆烈エトレンジャー ヒット曲集』と共に日本コロムビアのあ〜る盤として復刻されている（あ〜る盤のオンデマンドCDへのリニューアルにより現在は2枚共にラインナップから外されている）。

## 各話リスト
| 話数 | サブタイトル                   | 脚本           | 絵コンテ         | 演出             | 作画監督          | ノベルワールド         | メンバー                                     | メンバー      | 放映日         |
| 話数 | サブタイトル                   | 脚本           | 絵コンテ         | 演出             | 作画監督          | ノベルワールド         | 出撃                                         | バックアップ  | 放映日         |
| ---- | ------------------------------ | -------------- | ---------------- | ---------------- | ----------------- | ---------------------- | -------------------------------------------- | ------------- | -------------- |
| 1    | こんな冒険ありぃ〜?            | 関島眞頼       | 金子伸吾         | 岡嶋国敏         | 下坂英男          | 桃太郎                 | バク丸、クリーム モンク、タルト ポチ郎       | -             | 1995年 4月7日  |
| 2    | 倒せ邪霊モンスター             | 関島眞頼       | 金子伸吾         | 岡嶋国敏         | 下坂英男          | 桃太郎                 | バク丸、クリーム モンク、タルト ポチ郎       | ホルス ガオウ | 4月14日        |
| 3    | 〇時五分のシンデレラ           | 川崎ヒロユキ   | 井上修           | 青木新一郎       | 進藤満尾          | シンデレラ             | バク丸、クリーム ニョロリ、パカラッチ スフレ | ドラゴ        | 4月21日        |
| 4    | ウサギに失礼、カメしまへん     | 山下久仁明     | 石山タカ明       | 栗本宏志         | 田中穣            | ウサギとカメ           | バク丸、クリーム ドラゴ、モンク ポチ郎       | ニョロリ      | 4月28日        |
| 5    | アヒルの子はダチョウ?          | 山下久仁明     | 石山タカ明       | 村田雅彦         | 村田雅彦          | みにくいアヒルの子     | バク丸、ホルス ニョロリ、タルト ウリィ       | パカラッチ    | 5月5日         |
| 6    | 決闘!ウェスタンで西遊記        | 久保田雅史     | 井上修           | 井上修           | たけうちのぶゆき  | 西遊記                 | バク丸、パカラッチ スフレ、モンク ウリィ     | ガオウ ドラゴ | 5月12日        |
| 7    | 本日開店?かぐや姫をさがせ      | 細井能道       | 青木新一郎       | 青木新一郎       | 進藤満尾          | 竹取物語               | バク丸、ガオウ クリーム、スフレ タルト       | ホルス ウリィ | 5月19日        |
| 8    | 赤頭巾ちゃんに気をつけて       | 山下久仁明     | ワタナベシンイチ | 鈴木利正         | 下坂英男          | 赤ずきん               | バク丸、ホルス スフレ、ポチ郎 ウリィ         | -             | 5月26日        |
| 9    | おどろき豆の木巨人の国!        | 山下久仁明     | 矢吹勉           | 雄谷将仁         | 小泉昇            | ジャックと豆の木       | バク丸、ガオウ クリーム、ドラゴ              | -             | 6月2日         |
| 10   | ピノキオ・黄金の日々!?         | あみやまさはる | 浅見隆司         | 浅見隆司         | 伊藤良明          | ピノッキオの冒険       | バク丸、クリーム タルト、ポチ郎              | ドラゴ        | 6月9日         |
| 11   | 白雪姫のアップルパニック!      | 久保田雅史     | 栗本宏志         | 宮崎一哉         | 花畑まう          | 白雪姫                 | バク丸、ホルス ガオウ、クリーム タルト       | スフレ        | 6月16日        |
| 12   | 邪霊王ニャンマーの挑戦         | 川崎ヒロユキ   | 井上修           | 井上修           | 下坂英男          | 三匹の子豚             | バク丸、クリーム ニョロリ、モンク ウリィ     | -             | 6月23日        |
| 13   | あっちでこっちで大ピンチ!      | 川崎ヒロユキ   | 石山タカ明       | 村田雅彦         | 村田雅彦          | 狼と七匹の子山羊       | バク丸、クリーム ニョロリ、モンク ウリィ     | ドラゴ        | 6月30日        |
| 14   | わらしべ長者の交換合戦!        | 細井能道       | 小村敏明         | 雄谷将仁         | 小泉昇            | わらしべ長者           | バク丸、クリーム ニョロリ、タルト ウリィ     | パカラッチ    | 7月7日         |
| 15   | えっ?飛べないピーターパン      | 山下久仁明     | 菊池一仁         | 殿勝秀樹         | 進藤満尾          | ピーター・パン         | バク丸、ニョロリ パカラッチ、スフレ ポチ郎   | ドラゴ        | 7月14日        |
| 16   | 大武術大会!バク丸が結婚?       | 細井能道       | 殿勝秀樹         | 井上修           | たけうちのぶゆき  | ねずみの嫁入り         | バク丸、クリーム ウリィ                      | ガオウ ポチ郎 | 7月21日        |
| 17   | アラジンじいさんと魔法のランプ | 岸間信明       | 湖川友謙         | 宮崎一哉         | 花畑まう          | アラジンと魔法のランプ | バク丸、ガオウ スフレ、ポチ郎                | -             | 7月28日        |
| 18   | 壮絶!××の恩返し                | 久保田雅史     | 石山タカ明       | 栗本宏志         | 伊藤良明          | 鶴の恩返し             | バク丸、ガオウ パカラッチ、タルト ウリィ     | -             | 8月4日         |
| 19   | オカシなオカシなおかしのおうち | あみやまさはる | 浅見隆司         | 浅見隆司         | 下坂英男          | ヘンゼルとグレーテル   | バク丸、クリーム スフレ、タルト ポチ郎       | ウリィ        | 8月11日        |
| 20   | 長靴をはいた猫の陰謀           | 山下久仁明     | 小村敏明         | 雄谷将仁         | 小泉昇            | 長靴をはいた猫         | バク丸、ホルス モンク、ポチ郎                | ガオウ        | 8月18日        |
| 21   | よみがえれバク丸!              | 山下久仁明     | 青木新一郎       | 石崎すすむ       | 進藤満尾          | 長靴をはいた猫         | バク丸、ホルス モンク、ポチ郎                |               | 8月25日        |
| 22   | パワーアップ!ニューキリンダー  | 岸間信明       | 井上修           | 井上修           | 村田雅彦          | 長靴をはいた猫         | バク丸、ホルス モンク、ポチ郎                |               | 9月1日         |
| 23   | 青い鳥のタルト?                | 細井能道       | 殿勝秀樹         | 鈴木利正         | たけうちのぶゆき  | 青い鳥                 | バク丸、ホルス、 ガオウ、タルト ポチ郎       | -             | 9月8日         |
| 24   | スフレよ銃をとれ!              | 久保田雅史     | ワタナベシンイチ | 殿勝秀樹         | 楠田悟            | 嘘をつく子供           | クリーム、ニョロリ スフレ、モンク ウリィ     | バク丸        | 9月15日        |
| 25   | ブロードウェイの人魚姫         | 川崎ヒロユキ   | 小村敏明         | 雄谷将仁         | 小泉昇            | 人魚姫                 | バク丸、ドラゴ パカラッチ、スフレ ポチ郎     | -             | 9月22日        |
| 26   | 金?のォ!おォのォ!              | 山下久仁明     | 石山タカ明       | 浅見隆司         | 伊藤良明          | 金の斧                 | （全員）                                     | -             | 9月29日        |
| 27   | 砂漠の白い悪魔                 | 岸間信明       | 細田守 金子伸吾  | 井上修           | 下坂英男          | 白鯨                   | バク丸、ガオウ パカラッチ、スフレ ウリィ     | ニョロリ      | 10月6日        |
| 28   | モンク抹殺!?さるかに合戦!      | 細井能道       | 谷口悟朗         | 栗本宏志         | たけうちのぶゆき  | さるかに合戦           | バク丸、モンク ポチ郎                        | -             | 10月13日       |
| 29   | 愛と青春のパカラッチ           | 久保田雅史     | 石山タカ明       | 殿勝秀樹         | 楠田悟            | フランケンシュタイン   | バク丸、クリーム パカラッチ、ウリィ          | -             | 10月27日       |
| 30   | 想い出のバースディ・プレゼント | 山下久仁明     | 鈴木利正         | 鈴木利正         | 丸山泰英          |                        |                                              |               | 11月3日        |
| 31   | 大ピンチ!ニャンマーの罠        | 竹田裕一郎     | 小村敏明         | 雄谷将仁         | 小泉昇            | ブレーメンの音楽隊     | ガオウ、パカラッチ タルト、ポチ郎            | -             | 11月10日       |
| 32   | 失われた記憶をとりもどせ       | 竹田裕一郎     | 浅見隆司         | 浅見隆司         | 柳瀬雄之 伊藤良明 | ブレーメンの音楽隊     | （全員）                                     | -             | 11月17日       |
| 33   | 哀しきニャンマーの過去         | 山下久仁明     | 細田守           | ワタナベシンイチ | 下坂英男          | 裸の王様               | バク丸、クリーム ニョロリ、モンク タルト     | ガオウ ドラゴ | 11月24日       |
| 34   | 衝撃!キリンダー誕生の秘密      | 山下久仁明     | 石山タカ明       | 栗本宏志         | たけうちのぶゆき  |                        |                                              |               | 12月8日        |
| 35   | 最終決戦!邪霊城へ突入せよ!!    | 久保田雅史     | 石山タカ明       | 谷口悟朗         | 楠田悟            |                        |                                              |               | 12月15日       |
| 36   | はなて!十二戦支合体光線        | 細井能道       | 雄谷将仁         | 雄谷将仁         | 小泉昇            | 浦島太郎               | （全員）                                     |               | 12月22日       |
| 37   | めざめよ珠献!                  | あみやまさはる | 細田守           | 浅見隆司         | 伊藤良明          | オズの魔法使い         | バク丸、ガオウ スフレ、ポチ郎 ウリィ         | -             | 1996年 1月12日 |
| 38   | 怒りと憎しみのはてに           | 山下久仁明     | 鈴木利正         | 鈴木利正         | たけうちのぶゆき  |                        |                                              |               | 1月19日        |
| 39   | いつだってキミに会える         | 関島眞頼       | 岡嶋国敏         | 岡嶋国敏         | 下坂英男          |                        |                                              |               | 1月26日        |

## イメージソング
「邪霊王ニャンマー」
作詞 - 細井能道 / 作曲 - 池毅 / 編曲 - 戸塚修 / 歌 - 沢海陽子
ニャンマーのキャラクターソング。
「聖なる願い」
作詞 - 細井能道 / 作曲 - 戸塚修 / 編曲 - 戸塚修 / 歌 - 川村万梨阿
オーラ姫のキャラクターソング。
「ダッシュ・ダッシュ・ダッシュ!」
作詞 - 細井能道 / 作曲 - 池毅 / 編曲 - 戸塚修 / 歌 - 坂本千夏
バク丸のキャラクターソング。
「魔性の赤」
作詞 - 川崎ヒロユキ / 作曲 - 池毅 / 編曲 - 戸塚修 /  歌：森川智之
ホルスのキャラクターソング。
「ああ、大トラ無情」
作詞 - 川崎ヒロユキ / 作曲 - 池毅 / 編曲 - 戸塚修 /  歌：星野充昭
ガオウのキャラクターソング。
「モノローグロマンス」
作詞 - 久保田雅史/ 作曲 - 池毅 / 編曲 - 戸塚修 /  歌：氷上恭子
クリームのテーマソング。
「キリンダー音頭!」
作詞 - 岸間信明/ 作曲 - 池毅 / 編曲 - 戸塚修 /  歌：納谷六朗
キリンダーのキャラクターソング。
「イー・アル・サン・ドラゴ」
作詞 - 岸間信明/ 作曲 - 池毅 / 編曲 - 戸塚修 /  歌：山野井仁
ドラゴのキャラクターソング。
「ヘビーなヘビ、ヘイ・ベイビー」
作詞 - 岸間信明/ 作曲 - 池毅 / 編曲 - 戸塚修 /  歌：納谷六朗
ニョロリのキャラクターソング。
「セイシュンだ！」
作詞 - 久保田雅史/ 作曲 - 池毅 / 編曲 - 戸塚修 /  歌：長嶝高士
パカラッチのキャラクターソング。
「ゆめのなかですの」
作詞 - 川崎ヒロユキ/ 作曲 - 池毅 / 編曲 - 戸塚修 /  歌：宮村優子
スフレのキャラクターソング。
「モンクが一番！」
作詞 - 山下久仁明/ 作曲 - 池毅 / 編曲 - 戸塚修 /  歌：亀井芳子、コーラス（坂本千夏、森川智之、星野充昭、氷上恭子、山野井仁、納谷六朗、長嶝高士、宮村優子、川村万梨阿、沢海陽子）
モンクのキャラクターソング。
「あたいはタルト」
作詞 - 山下久仁明/ 作曲 - 池毅 / 編曲 - 戸塚修 /  歌：川村万梨阿
タルトのキャラクターソング。
「サムライDOG」
作詞 - 川崎ヒロユキ/ 作曲 - 池毅 / 編曲 - 戸塚修 /  歌：森川智之
ポチ郎のキャラクターソング。
「うるうるウリィ・スウィート・ティア・ドロップ」
作詞 - 川崎ヒロユキ/ 作曲 - 池毅 / 編曲 - 戸塚修 /  歌：沢海陽子
ウリィのキャラクターソング。
「エトレンジャーマーチ」
作詞 - 千秋ひとし/ 作曲 - 池毅 / 編曲 - 戸塚修 /  歌：坂本千夏、森川智之、星野充昭、氷上恭子、山野井仁、納谷六朗、長嶝高士、宮村優子、亀井芳子、川村万梨阿、沢海陽子
エトレンジャー全員が歌うマーチソング（行進曲）と呼ぶべき曲。主にバク丸がメインとして歌っているため、あとのメンバーは掛け声のみである。なお、この曲は最終回のBGMとして使われている。
CD「十二戦支 爆烈エトレンジャー ヒット曲集」に収録されている、エトレンジャー・オーラ姫・キリンダー・ニャンマーのイメージソング。順はCDに収録されている順。なお、いずれも挿入歌はされていないが、一部の曲は話のBGMとしてされている。

## CD
- 十二戦支 爆烈エトレンジャー 音楽集（日本コロムビア）
  - 主題歌・前期副主題歌（TVサイズ）を含めたBGM集。
- 十二戦支 爆烈エトレンジャー ヒット曲集（日本コロムビア）
  - 主題歌・前期副主題歌および担当声優自身が歌う各キャラクター（オーラ姫、ニャンマー、キリンダー含む）のイメージソングを収録したCD。
- 音楽集・ヒット曲集ともに「十二支」にちなんでトラックを12にまとめられている。

## 放送局
※最終回放送終了後である2001年4月時点。
| 放送期間                     | 放送時間           | 放送局          | 対象地域       | 備考            |
| ---------------------------- | ------------------ | --------------- | -------------- | --------------- |
| 1995年4月7日 - 1996年1月26日 | 金曜 18:30 - 18:57 | NHK BS2         | 日本全域       | 製作局 BS放送   |
| 1999年3月7日 - 11月28日      | 日曜 9:00 - 9:30   | テレビ東京      | 関東広域圏     |                 |
|                              |                    | テレビ北海道    | 北海道         |                 |
|                              |                    | テレビ愛知      | 愛知県         |                 |
|                              |                    | テレビ大阪      | 大阪府         |                 |
|                              |                    | テレビせとうち  | 岡山県・香川県 |                 |
|                              |                    | TXN九州         | 福岡県         | 現：TVQ九州放送 |
| 2001年頃                     | 不明               | アニメシアターX | 日本全域       | CS放送          |

## 裁判と著作権問題
- BSで本放送終了直後に1話からリピート放送がなされたが、その後1996年度のNHK教育テレビにおける再放送が見送られる中、1996年後半に（株）I&Sと池田の会社（株）ルネッサンスとの間で裁判が勃発した。原因についてはビジネス展開において一方の会社が複数のパートナーに権利をばらまきすぎたとの推測がなされているが、真偽は不明であった。裁判は2000年中頃に和解が成立していた[6]。
- その後、1999年にテレビ東京系列、2001年にアニメシアターXにて再放送されたが、現時点では地上デジタル・BS放送のいずれでも再放送はなされていなかった。
- なおエトレンジャーのビデオ化は放映中の段階ですでに日本コロムビアによって中止が決定されており、裁判との直接の関係はなかった[7]。

## 備考
- 日本での本放送後、韓国、フィリピンなどで放送され、特に韓国で人気を博したという証言が存在する。台湾ではVHSが発売されていた。
- エトレンジャーの放送時、鈴木典孝が手がけたそのデザインから『キャッ党忍伝てやんでえ』を連想した人は多いようである。漫画家の沖由佳雄は当時カットを担当していた雑誌の読者投稿ページでクリームを描き「ウサ姫復活!」と書き込んでいる。
- 第13話でスフレがバク丸が言おうとしていた、「チンゲン菜で始まるちょっとなけるいい話」を思い出した際、パカラッチが「そんな、一週間も前みたいな古い話を思い出してぇ、どうするんだぁ？」と言っているシーンがあるが、この時の放送は6月30日で、第12話の放送日である6月23日から実際に一週間たったと思われている。ラストでスフレも「まるで、一週間も待たされた気分ですわ」と言っていた。
- 第32話のスタッフのクレジットにおいて、制作進行が「ねこ」と表記されていた。
- 鈴木典孝は最初にメインキャラクターのデザインを行ったものの、それっきり蚊帳の外にされたことをサイトのゲストブックにて記している。また、タルトの人型のデザインは鈴木典孝が担当したものではない。
- 青木たかおによるコミカライズ版が連載されていた。また、オーラ姫のデザインが多少変更されている。
- 2020年にスマホゲーム『クルセイダークエスト』とコラボレーションを実施[8]。内容はムーゲンに新しくできたノベルワールド（クルセイダークエストの世界）を救うため、エトレンジャーが出撃するというもの。5月の第1弾にバク丸、ホルス、ガオウ、クリーム、ドラコ、ニョロリ、ニャンマーが登場[9]、9月の第2弾にパカラッチ、スフレ、モンク、タルト（人型）、ポチ郎、ウリィが登場[10]。オーラ姫は家具として登場した。